# L'Argila
L'Argila és una masia de Gurb (Osona) inclosa a l'Inventari del Patrimoni Arquitectònic de Catalunya.

## Descripció
Edifici civil. Masia orientada a migdia, coberta a dues vessants i amb el carener perpendicular a la façana. El portal és de forma rectangular, el qual té el carener perpendicular a la façana. El portal és de forma rectangular i té una creu esculpida i una inscripció il·legible. La finestra damunt el portal és decorada amb motllures i formes soguejades. També a nivell del primer pis hi ha una altra finestra datada al 1726.
Al davant de la casa es forma un barri amb diverses dependències agrícoles. Hi ha també construccions modernes afegides al cos de la casa, com l'antiga masoveria semi derruïda i adossada al mas.
Està construïda amb pedra i arrebossat i pintat al damunt.
L'estat de conservació és força bo.

## Història
Casa d'antiga tradició, que encara conserva l'antiga cognominació d'Argila i conserva l'arbre genealògic de la família. Els seus habitants foren ciutadans honrats en temps de Felip V, Don Miguel d'Argila i Quadras. Se'ls concedí el privilegi de noblesa i l'escut d'armes l'any 1798.
Durant la Guerra del Francès s'enderrocà la part de llevant de la casa, i un cop acabada la guerra es va refer de bell nou, com indica un carreu de pedra col·locat a l'angle.